# بونيس يونايتد
نادي بونيس يونايتد لكرة القدم (بالإنجليزية: Bo'ness United Football Club)‏ نادي كرة قدم اسكتلندي . تم تأسيس النادي في سنة 1945 .